# Hypocacculus deuvei
Hypocacculus deuvei är en skalbaggsart som beskrevs av Yves Gomy och Vienna 1998. Hypocacculus deuvei ingår i släktet Hypocacculus och familjen stumpbaggar. Inga underarter finns listade i Catalogue of Life.